# История почты и почтовых марок Того
История почты и почтовых марок Того, государства в Западной Африке со столицей в Ломе, подразделяется на несколько периодов:
- германской колонии (1884—1914), почтовые марки для которой эмитировались с 1897 года[1],
- англо-французской оккупации (1914—1919)[1][2],
- подмандатной территории Франции (1919—1960) и
- государственной независимости Того (с 1960)[1].

Того входит в число стран — участниц Всемирного почтового союза (ВПС; с 1962), а его современным национальным почтовым оператором является компания La Poste du Togo.

## Развитие почты

### Германский Тоголенд
Почта на территории Того была организована в 1888 году, в период существования германской колонии Тоголенд. При этом первые почтовые пункты были там открыты в 1880-х годах немецкими торговцами в городах побережья. Для пересылки почтовых отправлений использовались почтовые пароходы Германской Западной Африки. Почтовые отправления доставлялись в Германию через Гамбург. Перед вторжением англичан и французов в 1914 году в Того работали уже 17 германских почтовых отделений.
Первоначально в почтовом обращении на территории Того были ненадпечатанные марки Германии, применявшиеся в Кляйн-Попо с 1 марта 1888 года и в Ломе с 1 марта 1890 года. Их идентифицируют по оттиску соответствующих почтовых штемпелей. Марки Германии использовались в Того в течение 1888—1901 годов.

### Англо-французская оккупация
В августе 1914 года в Того вторглись британские и французские войска, которые оккупировали страну до 1919 года. Германская почта была закрыта. Во время оккупации страна была разделена на две зоны (позднее две мандатные территории Лиги Наций). Восточная зона, граничащая с Французской Дагомеей, была под контролем Франции. Западная зона, граничащая с британским Золотым Берегом, находилась под управлением англичан и в 1920 году была присоединена к колонии Золотой Берег.

### Французское Того
В 1922 году Лига Наций подтвердила раздел территории на две части: запад бывшего германского Тоголенда, Британское Того, отошёл к Золотому Берегу по этническим соображениям, впоследствии войдя в состав современной Ганы, и лишь оставшаяся под французским мандатом восточная часть бывшего германского Тоголенда, Французское Того, впоследствии стала Тоголезской Республикой. Соответствующие изменения претерпела и почтовая служба.

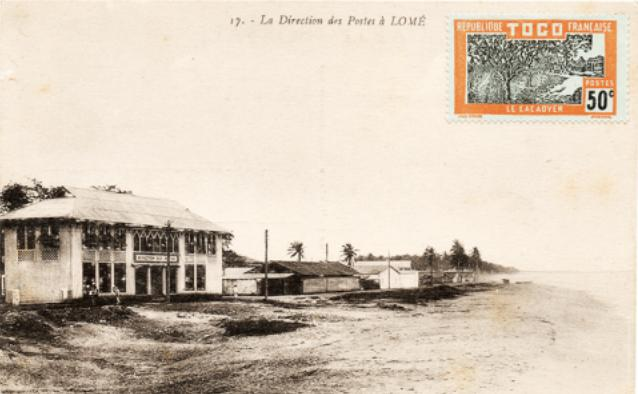
Здание дирекции почты в Ломе, построенное в 1930 году, на почтовой открытке,

Во время Второй мировой войны администрация Того поддержала правительство Виши во Франции.
В 1955 году Того было объявлено автономной республикой в составе Французского Союза[≡].

Примеры франкотипов Того
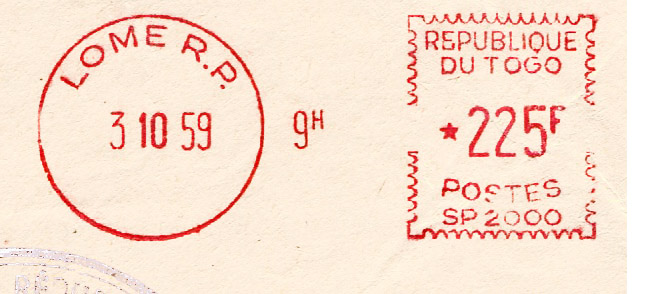
1959: в статусе автономной республики Того[^]
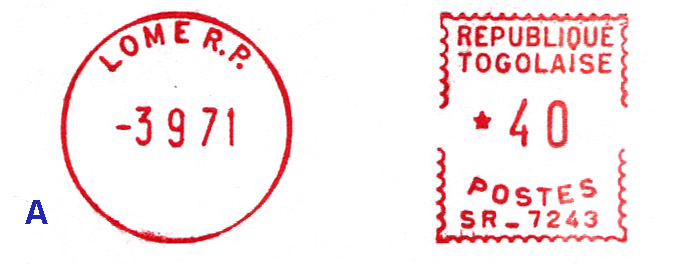
1971: после обретения независимости и образования Тоголезской Республики[≡]

### Независимость
Того обрело независимость 27 апреля 1960 года[≡] и вступило в ряды ВПС 21 марта 1962 года.
В современных условиях почтовое обслуживание в стране осуществляет компания фр. La Poste du Togo («Почта Того»).

## Выпуски почтовых марок

### Марки германского Тоголенда

#### Первые марки
В июне 1897 года в продажу поступили германские почтовые марки с надпечаткой нем. «Togo» («Того»), которые стали первыми на этой почтовой территории.

#### Последующие эмиссии
В ноябре 1900 года вышли марки колониального типа Германии, известные как выпуск «Яхта „Гогенцоллерн“»[≡]. В 1909 году в регулярное обращение поступили «Яхты» с водяным знаком и применялись вплоть до Первой мировой войны:

Примеры марок германской колонии Тоголенд
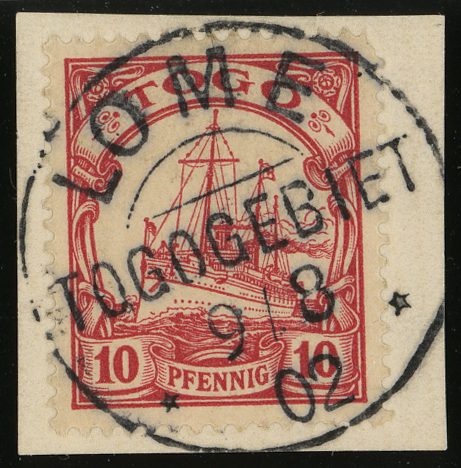
1900 (Mi #9)
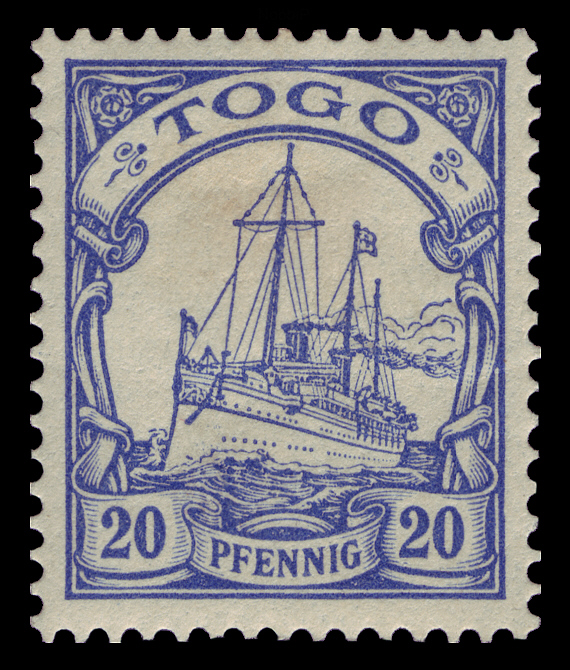
1900 (Mi #10; Yt #8)
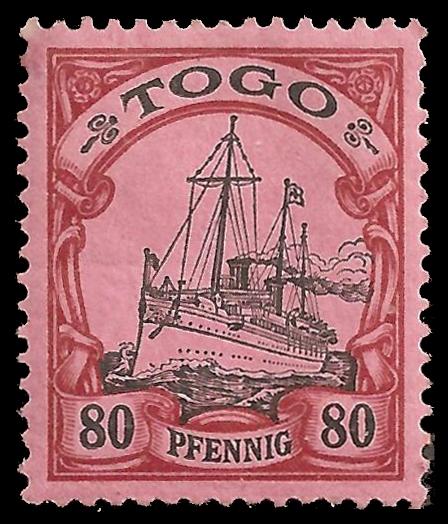
1900 (Mi #15)

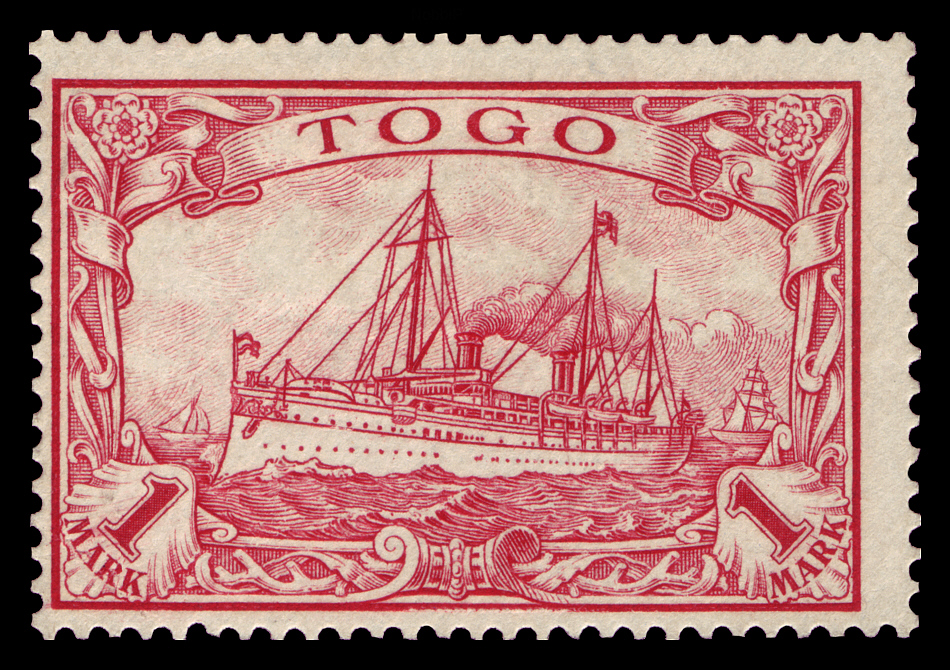
1900 (Mi #16)
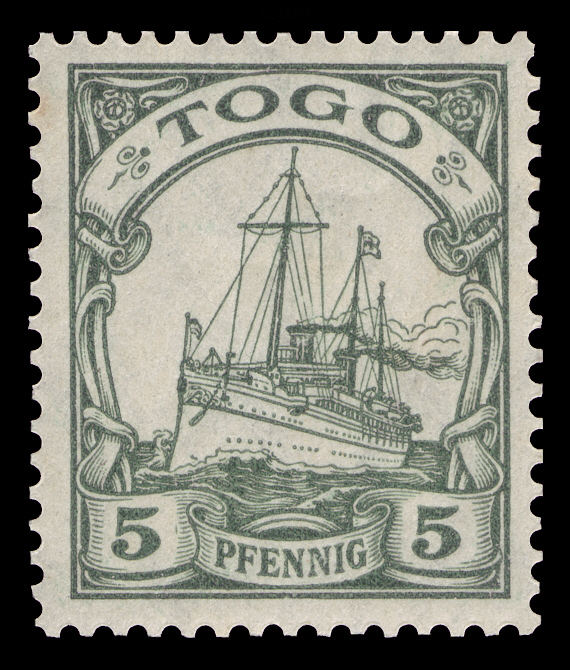
1909 (Mi #21)
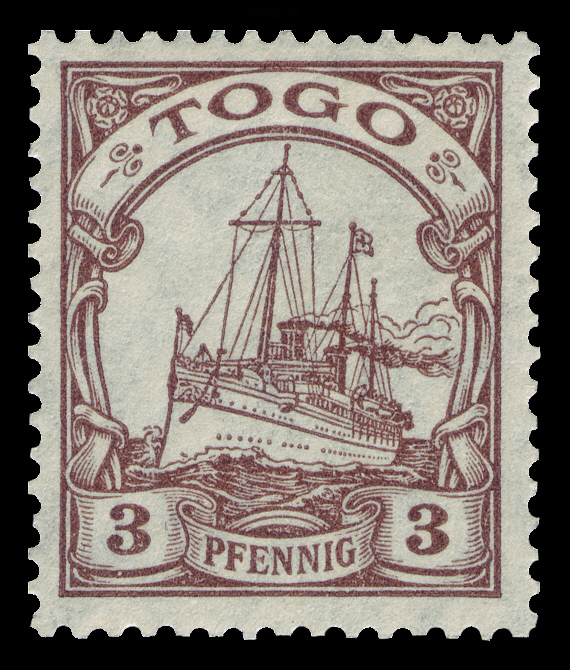
1919: продавалась лишь коллекционерам в Берлине (Mi #20)

### Марки Французского Того
После окончания Первой мировой войны в обращение были введены марки французской колонии Дагомеи с надпечаткой, сделанной для Того[≡]. В 1924 году на территории Французского Того стали использовать марки оригинального рисунка с надписью «Того»[≡].
С 1925 года на почтовых марках присутствовали надписи: фр. «République Francaise. Togo. Postes» или «R. F. Togo. Postes» («Французская Республика. Того. Почта»)[≡].
В 1931 году здесь появились первые памятные марки[≡] и первый почтовый блок.

Примеры марок Французского Того
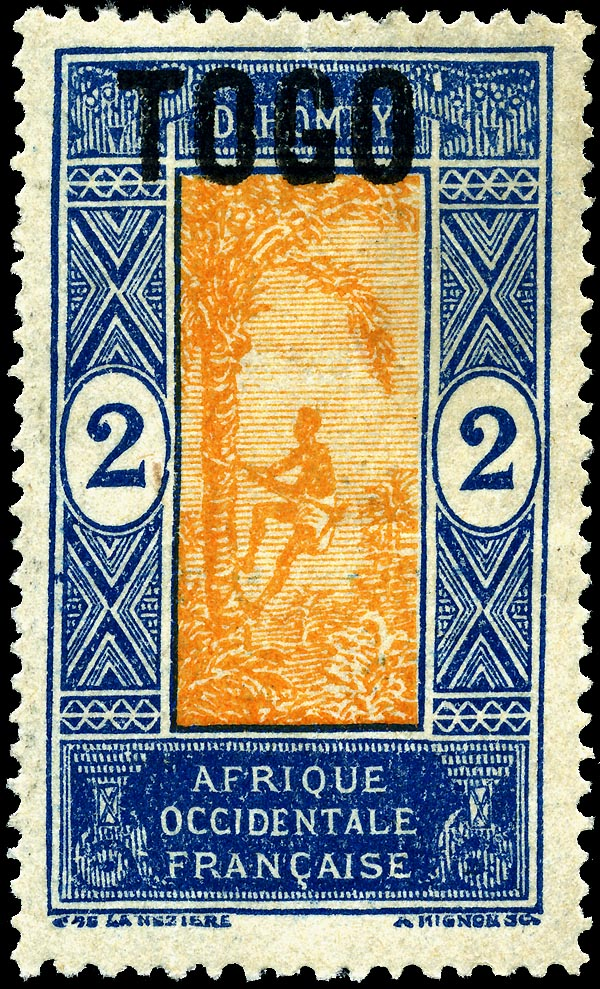
1921 (Mi #10; Yt #8). Надпечатанная марка Французской Дагомеи с изображением человека, взбирающегося на масличную пальму[^]
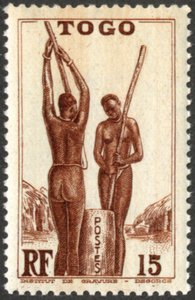
1941 (Mi #135; Yt #187). Марка с надписью «Того» и оригинальным рисунком: тоголезские женщины[^]

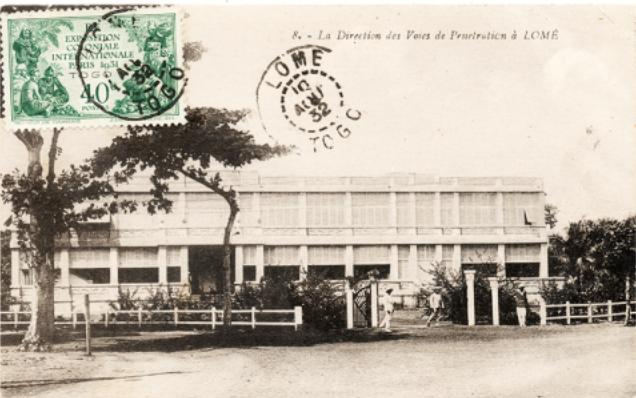

С 1957 года на тоголезских почтовых марках появилась надпись «République Autonome du Togo» («Автономная Республика Того»).

### Марки независимого Того
В ознаменование провозглашения независимости Того в 1960 году была эмитирована памятная серия марок.
На почтовых марках суверенного Того помещена надпись: «République Togolaise» («Тоголезская Республика»).

#### Эмиссионная политика и тематика
Молодое государство стало одним из первых клиентов Межгосударственной филателистической корпорации, которая получала заказы на изготовление тоголезских марок. Этот факт в определенной степени обусловливает эмиссионную политику страны, включая характерное тематическое разнообразие на марках независимого Того.
Помимо различных тем и сюжетов, на почтовых марках Того представлена также российская тематика, или «Россика». В частности, после обретения независимости в Того выходили памятные серии, посвящённые 100-летию со дня рождения В. И. Ленина, 60-летию Великой Октябрьской социалистической революции, Олимпийским играм в Москве 1980 года. В 1962 году были эмитированы почтовые марки с портретом первого космонавта Ю. А. Гагарина.
Некоторые из тоголезских марок приурочены к событиям, которые отмечаются по линии ВПС. Так, например, 9 октября 1975 года по случаю празднования Международной недели письма в Того выходили две марки номиналом в 40 и 80 франков КФА.

## Другие виды почтовых марок

### Авиапочтовые
Тоголезские авиапочтовые марки стали выходить с 1940 года. На них имелась надпись: «Poste aérienne» («Авиапочта»).

### Доплатные
Первые доплатные марки увидели свет на территории современного Того в 1921 году. На марках присутствовал текст: «Chiffre-taxe» («Доплата»).

### Почтово-благотворительные
В 1938 году в обращение поступала почтово-благотворительная марка (Mi #114; Yt #171), дополнительный сбор от которой направлялся в фонд Международного союза против рака. На марке была запечатлена сцена открытия Пьером и Марией Кюри радия в 1898 году.

### Служебные
Почтовой администрацией Того были также эмитированы служебные марки. Примером таковых может служить марка номиналом в 50 франков КФА, изданная в 1991 году (Mi #D3; Yt #S2; SG #O2109), на которой была помещена надпись «Officiel» («Служебная») и изображался герб Тоголезской Республики.

## Оккупационные выпуски

### Марки британской оккупации
С сентября 1914 года в британской зоне оккупации в хождении оставались германские колониальные почтовые марки, на которых была сделана надпечатка англ. «Togo. Anglo-French Occupation» («Того. Англо-французская оккупация»)[≡]. Начиная с 1915 года в обращении были почтовые марки британской колонии Золотой Берег с такой же надпечаткой. В 1916 году эта серия была перевыпущена[≡]. Согласно Л. Л. Лепешинскому, всего под британской оккупацией на протяжении 1914—1916 годов было издано 22 почтовые марки. В 1920 году в обращении на этой территории появились почтовые марки Золотого Берега.

Марки с надпечатками для обращения в британской зоне оккупированного Того
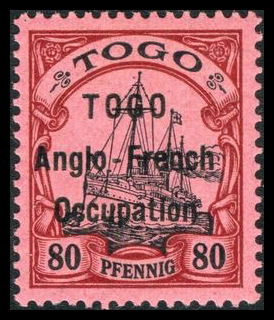
1914 (Mi #9; Yt #40): надпечатанная марка германского Тоголенда[^]
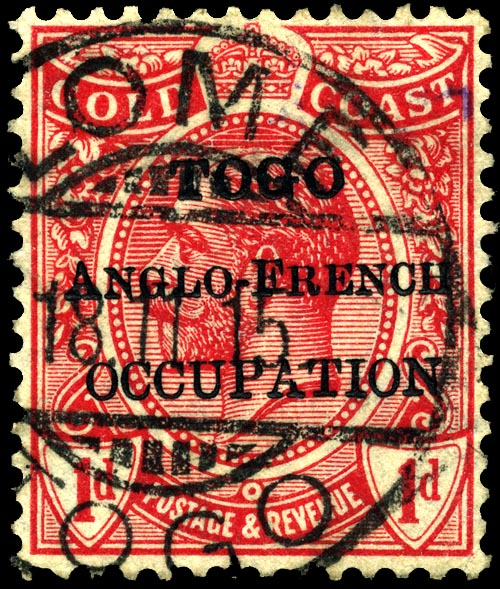
1915 (Mi #2; Yt #60): надпечатанная марка Золотого Берега, погашенная почтовым штемпелем в том же году[^]

### Марки французской оккупации
В октябре 1914 года во французской зоне оккупации продолжали использоваться марки германской колониальной почты в Того, на которых в Порто-Ново и Ломе была сделана надпечатка текста фр. «Togo. Occupation franco-anglaise» («Того. Франко-английская оккупация»)[≡]; тираж надпечатки Ломе очень мал. В 1916 году в обращении появились почтовые марки Французской Дагомеи с надпечаткой «Togo»[≡].

Марки с надпечатками для обращения во французской зоне оккупированного Того
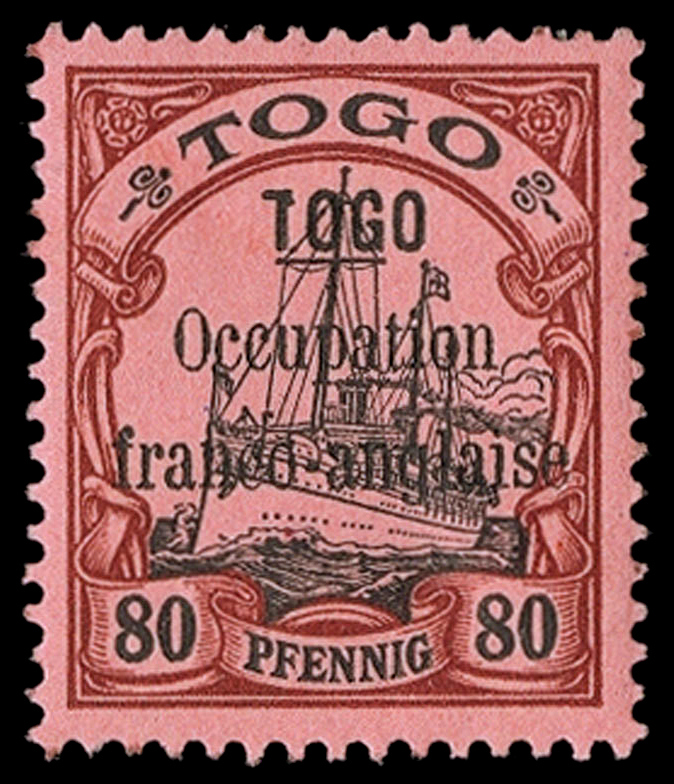
1914 (Mi #7; Yt #29): надпечатанная марка германского Тоголенда[^]
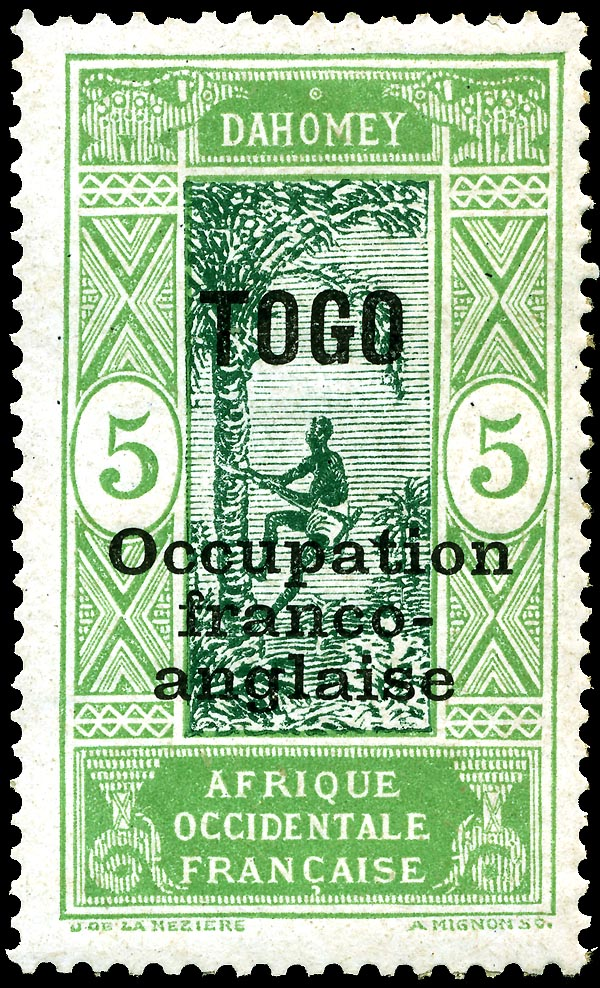
1916 (Mi #28; Yt #87): надпечатанная марка Французской Дагомеи[^]

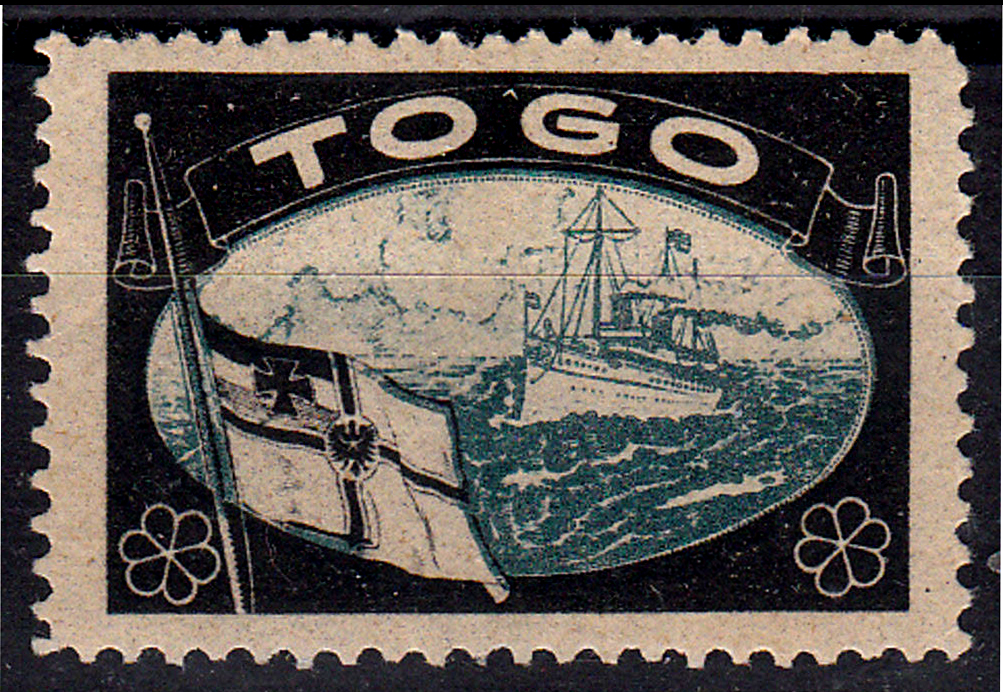
Марка для германского Того из частной пропагандистской серии, призывавшей к возврату утраченных колоний Германии (1920

## Пропагандистский выпуск
С 1920 года в Германии несколькими неназванными частными компаниями распространялась пропагандистская серия непочтовых марок «Утраченные территории» — по одной марке для каждой бывшей германской колонии. Одна из марок была посвящена Того.